# Kotiteollisuus
Kotiteollisuus je finská hard rocková/heavy metalová hudební skupina založená roku 1991 ve finském městě Lappeenranta. Skupina vydala svoje první demo album roku 1993 a pojmenovala ho "Hullu ukko ja Kotiteollisuus" ("Bláznivý dědek a domácí průmysl"). Zkrácené jméno skupiny a její současná sestava platí od roku 1997.
O hudbě Kotiteollisuus se říká, že je kombinací "divokého heavy metalu a finské mrzutosti". Jejich texty jsou ve finštině a často se soustředí na témata jako je současný stav národa, náboženství a lidstva obecně. Členové skupiny jsou známi svou přímočarostí během rozhovorů a vystoupení. Především kytarista-zpěvák Jouni Hynynen je znám častými urážkami a komentáři na publikum během živých koncertů.
Kotiteollisuus je nepochybně jednou z nejpopulárnějších metalových skupin ve Finsku. Skupina vydala jednu platinovou a několik zlatých desek a byla jí udělena finská cena Emmy pro rok 2003  za nejlepší metalovou nahrávku (Helvetistä itään) a pro rok 2005 za nejlepší DVD (Kotiteollisuus DVD). Kotiteollisuus vydali svoje doposud poslední studiové album Jumalattomat v květnu roku 2021.
Tuomas Holopainen, klávesista slavné finské symphonic-metalové skupiny Nightwish účinkoval na třech studiových albech a odehrál s ní i několik živých koncertů. 
V březnu roku 2014 byl Miitri Aaltonen, mnohaletý doprovodný kytarista na koncertech Kotiteollisuus, jmenován oficiálním členem skupiny.

## Členové skupiny

### Současná sestava
- Jouni Hynynen - kytara (1991 – nyní), hlavní zpěv (1994 - nyní)
- Janne Hongisto - basová kytara(1991 – nyní)
- Jari Sinkkonen - bicí (1991 – nyní)
- Miitri Aaltonen - doprovodná kytara, doprovodný zpěv (2014 – nyní)

### Bývalí členové
- Simo Jäkälä - hlavní zpěv (1991 - 1994)
- Tomi Sivenius - kytara, doprovodný zpěv (1991 - 1994)
- Aki Virtanen - kytara (1994 - 1997)

### Současní live členové
- Miitri Aaltonen - doprovodná kytara, doprovodný zpěv (2000 – nyní)
- Tuomas Holopainen - klávesy (2003 – nyní)

## Diskografie

### Studiová alba
- Hullu ukko ja kotiteollisuus (Bláznivý dědek a domácí průmysl) (1996)
- Aamen (Amen) (1998)
- Eevan perintö (Evino dědictví) (1999)
- Tomusta ja tuhkasta (Z prachu a popela) (2000)
- Kuolleen kukan nimi (Jméno mrtvé květiny) (2002)
- Helvetistä itään (Na východ od pekla) (2003)
- 7 (2005)
- Iankaikkinen (Věčný) (2006)
- Sotakoira (Válečný pes) (2008)
- Ukonhauta (Hrob starce) (2009)
- Kotiteollisuus (Domácí průmysl) (2011)
- Sotakoira II (Válečný pes II) (2012)
- Maailmanloppu (Konec světa) (2013)
- Kruuna/Klaava (Panna/Orel) (2015)
- Vieraan vallan aurinko (Slunce cizí síly) (2016)
- Valtatie 666 (Dálnice 666) (2018)
- Jumalattomat (Bezbožní) (2021)

### Singly/EP
- Noitavasara (promo) (Kladivo na čarodějnice) (1996)
- Kuulohavaintoja (Sluchové vjemy) (1997)
- Routa ei lopu (Mrazík nekončí) (1998)
- Juoksu (Běh) (1998)
- Eevan perintö (Evino dědictví) (1999)
- Jos sanon (Když říkám) (2000)
- Kädessäni (V mojí ruce) (2001) (2000)
- Yksinpuhelu (Monolog) (2001)
- Rakastaa/ei rakasta (MIluje/Nemiluje) (2002)
- Vuonna yksi ja kaksi (Roku jedna a dva) (2002)
- ±0 (2002)
- Routa ei lopu (on ilmoja pidelly) (Mrazík nekončí (to máme zase počasí)(2003)
- Helvetistä itään (Na východ od pekla) (2003)
- Minä olen (Já jsem) (2003)
- Tämän taivaan alla (Pod tímto nebem) (2004)
- Kultalusikka (Zlatá lžíce) (2004)
- Vieraan sanomaa (Cizincova zpráva) (2005)
- Kaihola („Touhov“) (2005)
- Arkunnaula (Hřebík z rakve) (2006)
- Vapaus johtaa kansaa (Svoboda vede lid) (2006) feat. CMX & 51Koodia
- Tuonelan koivut (Břízy z podsvětí) (2007)
- Kummitusjuna (Vlak duchů) (2007)
- Sotakoira (Válečný pes) (2008)
- Kuollut Kävelee (Mrtvý kráčí) (2009)
- Soitellen sotaan (Volání války) (2011)
- Raskaat veet (Těžká V) (2011)
- Kalevan miekka (Kalevův meč) (2011)
- Adventti (Advent) (2012)
- Yötä vasten (Proti noci) (2013)
- Maailmanloppu (Konec světa) (2013)
- Hyvien puolella (Na straně dobra) (2013)
- Silmä silmästä, hammas hampaasta (Oko za oko, zub za zub) (2013)
- Helvetti jäätyy (Peklo zamrzá) (2014)
- Emmauksen tiellä (Na cestě do Emauz) (2015)
- Kuoleman kurviin (Zatáčka smrti) (2016)
- Viinamäki (Viniceí) (2016)
- Pukki tulee! Oletko valmis? (Ježíšek přichází! Jste připraveni?) (2016)
- Varjoihmiset (Stínoví lidé) (2017)
- Helvetin hieno matka (Zasraně skvělej výlet) (2017)
- Kusipää (Kretén) (2018)
- Järjen ääni (Hlas mysli) (2018)
- Herttarouva (Srdcová dáma) (2021)

### Kompilace
- Murheen Mailla 1996–2007 (V zemích zármutku) (2007)
- Murheen mailla singlet 1996–2007 (V zemích zármutku - singly) (2007)
- Murheen mailla II 2007–2014 (2014)

### DVD
- Kotiteollisuus DVD (Domácí průmysl DVD) (2005)
- Tuuliajolla 2006 (Unášený) (2006)
- Itärintama (Východní fronta) (2010)

### Dokumentární filmy
- Rai Rai! (2005)